# Mischa Barton
Mischa Anne Marsden Barton (Londres, 24 de janeiro de 1986) é uma atriz e modelo britânica-americana. Ela começou sua carreira em peças teatrais, aparecendo em Slavs! de Tony Kushner e interpretou o papel principal em Twelve Dreams de James Lapine. Ela fez sua estreia no cinema com uma participação especial na novela americana All My Children (1996), e dublando um personagem da série de desenhos animados da Nickelodeon, KaBlam! (1996–1997). Seu primeiro grande papel no cinema foi como protagonista de Lawn Dogs (1997), um drama co-estrelado por Sam Rockwell. Ela apareceu em grandes filmes, como a comédia romântica Notting Hill (1999) e o terror psicológico de M. Night Shyamalan, The Sixth Sense (1999). Ela também estrelou o drama policial Pups (1999).
Barton mais tarde apareceu no drama independente Lost and Delirious (2001) e estrelou como a namorada de Evan Rachel Wood na série Once and Again (2001–02), da ABC. Ela interpretou Marissa Cooper na série de televisão da Fox, The O.C. (2003–07), pelo qual ela recebeu dois Teen Choice Awards. O papel trouxe Barton para a fama mainstream, e o Entertainment Weekly nomeou-a "it girl" de 2003.
Barton, desde então, apareceu na comédia St Trinian's (2007), no drama dirigido por Richard Attenborough, Closing the Ring (2007) e Assassination of a High School President (2008). Ela voltou para a televisão, estrelando a série da The CW, The Beautiful Life (2009), produzida por Ashton Kutcher. Em 2012, ela retornou ao teatro, atuando na produção irlandesa de Steel Magnolias. Ela também apareceu ao lado de Martin Sheen em Bhopal: A Prayer for Rain (2014). Ela recebeu elogios de críticos por seus papéis em filmes independentes, com o Los Angeles Times elogiando sua atuação de destaque em Starcrossed (2014). Mais recentemente, Barton foi escalada para a série da MTV, The Hills: New Beginnings, um reboot do seriado The Hills.

## Biografia
Barton é filha de Richard Barton, inglês, e de Nuala Barton, irlandesa, a atriz tem duas irmãs, Hania e Zoe. Mischa mudou-se para Nova Iorque aos cinco anos de idade, onde naturalizou-se cidadã estadunidense em 2006. Barton formou-se na Professional Children's School, em Manhattan, em 2004.

### Carreira
Barton começou sua carreira como atriz aos 10 anos de idade no New York Theatre com o papel principal na peça Slavs!, escrita por Tony Kushner. Posteriormente, atuou em muitas peças, conseguindo inclusive um papel principal em Twelve Dreams, de James Lapine. Estreou-se no cinema em 1997 com o filme Lawn Dogs, que venceu prêmios em Festivais de Cinema por todo o mundo.
Desde a sua estreia no cinema, tem aparecido em muitos filmes, incluindo O Sexto Sentido, Um Lugar Chamado Notting Hill e Lost and Delirious, o qual protagonizou. A maioria de seus filmes foram censurados e, normalmente, envolviam sexo, drogas, álcool, terror e homossexualidade. A atriz admite que gosta dos papéis mais "problemáticos" quando atua.
Apesar de ter feito muitos trabalhos como atriz, Mischa só conseguiu destaque em 2003, após entrar no elenco da série The O.C., onde interpretava a problemática Marissa Cooper, a série foi um sucesso, mas por causa da morte prematura de sua personagem na terceira temporada, a série acabou sendo cancelada na quarta temporada. Apesar de Marissa Cooper ser o papel mais importante de sua carreira até então, Mischa revelou em uma entrevista em 2014, que se arrepende de ter participado da série e que provavelmente "não faria de novo".
Após The O.C., Mischa fez diversos trabalhos no cinema, a maioria do gênero terror, entre eles Um Amor Para Toda a Vida, Mente Obsessiva, Provas e Trapaças, com Bruce Willis, mas nenhum obteve destaque.
Em 2009 a atriz retornou para a televisão na série The Beautiful Life, produzida por Ashton Kutcher, mas após a exibição de dois episódios, a série foi cancelada por falta de audiência.

### Problemas legais
No dia 27 de dezembro de 2007, às 2h46, em West Hollywood, Mischa foi presa dirigindo embriagada, portando maconha e com a carta de motorista suspensa. A atriz foi solta sob fiança de 10 mil dólares algumas horas mais tarde.
No dia 17 de julho de 2009, Mischa foi internada na ala psiquiátrica de um hospital de Los Angeles, o Cedar's Sinai, após telefonar para a polícia e alegar que estava com "problemas médicos". Na imprensa internacional, especula-se que a atriz tenha tentado cometer suicídio. Em outubro de 2010, Mischa Barton revelou em uma entrevista que sofre de depressão, mas disse que não é mentalmente instável.

## Filmografia

### Filmes
| Ano  | Título                                   | Papel                | Notas            |
| ---- | ---------------------------------------- | -------------------- | ---------------- |
| 1995 | Polio Water                              | Diane                | Curta-metragem   |
| 1997 | Lawn Dogs                                | Devon Stockard       |                  |
| 1999 | Pups                                     | Rocky                |                  |
| 1999 | Notting Hill                             | Atriz de 12 anos     |                  |
| 1999 | The Sixth Sense                          | Kyra Collins         |                  |
| 2000 | Paranoid                                 | Theresa              |                  |
| 2000 | Skipped Parts                            | Maurey Pierce        |                  |
| 2001 | Lost and Delirious                       | Mary 'Mouse' Bedford |                  |
| 2001 | Julie Johnson                            | Lisa Johnson         |                  |
| 2001 | Tart                                     | Grace Bailey         |                  |
| 2003 | Octane                                   | Natasha 'Nat' Wilson |                  |
| 2006 | The Oh in Ohio                           | Kristen Taylor       |                  |
| 2007 | Closing the Ring                         | Ethel Ann (jovem)    |                  |
| 2007 | St Trinian's                             | JJ French            |                  |
| 2007 | Virgin Territory                         | Pampinea             |                  |
| 2008 | Assassination of a High School President | Francesca Fachini    |                  |
| 2009 | Walled In                                | Sam Walczak          |                  |
| 2009 | Homecoming                               | Shelby Mercer        |                  |
| 2010 | Don't Fade Away                          | Kat                  |                  |
| 2011 | You and I                                | Lana                 |                  |
| 2012 | Into the Dark                            | Sophia Monet         |                  |
| 2012 | Ben Banks                                | Amy                  |                  |
| 2012 | Apartment 1303 3D                        | Lara Slate           |                  |
| 2013 | Bhopal: A Prayer for Rain                | Eva Gascon           |                  |
| 2013 | A Resurrection                           | Jessie               | Também produtora |
| 2014 | Zombie Killers: Elephant's Graveyard     | Toni                 |                  |
| 2014 | Mining for Ruby                          | Jessica King         |                  |
| 2014 | Hope Lost                                | Alina                |                  |
| 2015 | L.A. Slasher                             | The Actress          |                  |
| 2015 | Checkmate                                | Lauren Campbell      |                  |
| 2015 | The Hoarder                              | Ella                 |                  |
| 2015 | Swat Unit: 877                           | Agent Melanie Hamlin |                  |
| 2015 | American Beach House                     | Ms. Maureen          |                  |
| 2015 | Starcrossed                              | Kat                  |                  |
| 2015 | Operator                                 | Pamela Miller        |                  |
| 2016 | Deserted                                 | Jae                  |                  |
| 2017 | Monsters at Large                        | Katie Parker         |                  |
| 2017 | The Executor                             | Tara                 |                  |
| 2018 | The Malevolent                           | Ms Lowell            |                  |
| 2018 | The Basement                             | Kelly Owen           |                  |
| 2018 | The Toybox                               | Samantha             |                  |
| 2018 | Ouija House                              | Samantha             |                  |
| 2018 | Papa                                     | Jennifer             |                  |
| 2018 | Painkillers                              | Sarah Mendelsohn     |                  |
| 2018 | The Cat and the Moon                     | Jessica Petersen     |                  |

### Televisão
| Ano     | Título                            | Papel                         | Notas                               |
| ------- | --------------------------------- | ----------------------------- | ----------------------------------- |
| 1995    | All My Children                   | Lily Montgomery               | 1 episódio                          |
| 1996    | New York Crossing                 | Drummond                      | Telefilme                           |
| 1996–97 | KaBlam!                           | Betty Ann Bongo (voz)         | Papel recorrente (15 episódios)     |
| 2000    | Frankie & Hazel                   | Francesca 'Frankie' Humphries | Telefilme                           |
| 2001–02 | Once and Again                    | Katie Singer                  | Papel recorrente (8 episódios)      |
| 2002    | A Ring of Endless Light           | Vicky Austin                  | Telefilme                           |
| 2003    | Fastlane                          | Simone Collins                | Episódio: "Simone Says"             |
| 2003–06 | The O.C.                          | Marissa Cooper                | Papel principal (76 episódios)      |
| 2009    | The Beautiful Life                | Sonja Stone                   | Papel principal (5 episódios)       |
| 2010    | Law & Order: Special Victims Unit | Gladys Dalton                 | Episódio: "Savior"                  |
| 2012    | Cyberstalker                      | Aiden Ashley                  | Telefilme                           |
| 2016    | Recovery Road                     | Olivia                        | Episódio: "Parties Without Borders" |
| 2016    | Dancing with the Stars            | Ela mesma                     | Concorrente na 22 temporada         |
| 2017    | The Joneses Unplugged             | Rebecca Jones                 | Telefilme                           |
| 2019    | The Hills: New Beginnings         | Ela mesma                     |                                     |